# Triaenodes melacus
Triaenodes melacus är en nattsländeart som beskrevs av Ross 1947. Triaenodes melacus ingår i släktet Triaenodes och familjen långhornssländor. Inga underarter finns listade i Catalogue of Life.